# 21328 Otashi
21328 Otashi è un asteroide della fascia principale. Scoperto nel 1997, presenta un'orbita caratterizzata da un semiasse maggiore pari a 2,3620462 UA e da un'eccentricità di 0,0421703, inclinata di 7,17848° rispetto all'eclittica.